# Five Tango Sensations (álbum)
Five Tango Sensations es un álbum de estudio por el bandoneonista de tango argentino Astor Piazzolla junto a Kronos Quartet, fue grabado en Estados Unidos y editado por el sello Elektra, en varios países. El álbum formaba parte de un conjunto de tres álbumes con tintes internacionales lanzados simultáneamente; la música argentina de este álbum está acompañada por la música del compositor sudafricano Kevin Volans en Kevin Volans: Hunting: Gathering y la música del compositor polaco Witold Lutosławski en Witold Lutosławski: Cuarteto de cuerda. Es el último registro de estudio de Piazzolla.

## Historia
Las cinco composiciones de este álbum, "un adiós musical a la vida", datan de 1989 y fueron escritas antes de que Piazzolla sufriera una grave enfermedad. Se estrenaron en Nueva York en la Sala Alice Tully el 25 de noviembre de 1989. Piazzolla había volado a Nueva York para tocar con el cuarteto para el estreno y las grabaciones posteriores, que se realizaron en una sesión de tres horas en la Central eléctrica en Manhattan. Harrington comentó que esta fue la sesión de grabación más corta que jamás habían hecho, y el cuarteto notó una "severidad centrada" en Piazzolla: según Harrington, "sacó la música de Kronos".

## Lanzamiento y reediciones
Five Tango Sensations se editó originalmente en 1991 en Estados Unidos, Europa y Japón en formato de CD por el sello Elektra, salvo en Japón que fue lanzado por Nonesuch, en Corea del Sur se editó en formato de LP. En 1999 se reedito en Europa.

## Lista de temas
Todas las canciones escritas y compuestas por Astor Piazzolla. 
| Five Tango Sensations (1989) |             |          |  |
| N.º                          | Título      | Duración |  |
| 1.                           | «Asleep»    | 5:23     |  |
| 2.                           | «Loving»    | 6:10     |  |
| 3.                           | «Anxiety»   | 4:51     |  |
| 4.                           | «Despertar» | 6:03     |  |
| 5.                           | «Fear»      | 4:00     |  |

## Créditos
- Astor Piazzolla - bandoneón, arreglos y dirección

Kronos Quartet
- David Harrington – violín
- John Sherba – violín
- Hank Dutt – viola
- Joan Jeanrenaud – violonchelo

Otros
- Grabado y mezclado en Power Station, Nueva York, Estados Unidos
- Judith Sherman, Rob Eaton, Dave O'Donnell, Dan Gellert - ingenieros